# Szerb férfi jégkorong-válogatott
A szerb férfi jégkorong-válogatott Szerbia nemzeti csapata, amelyet a Szerb Jégkorongszövetség (szerbül: Савез хокеја на леду Србије) irányít. A válogatott jelenleg az IIHF-világranglista 30. helyén található (2022).
A válogatott 1939 és 1992 között a jugoszláv válogatott, 1993 és 2006 között pedig a Szerbia és Montenegró-i válogatott része volt, a szerb válogatott 2007 óta szerepel önálló országként világeseményeken. A szerb válogatott megalakulása óta A divíziós világbajnokságon és téli olimpián még nem szerepelt.

## Eredmények

### Világbajnokság
- 1939–1992 – a jugoszláv válogatott színeiben versenyeztek
- 1993–2006 – a Szerbia és Montenegró-i válogatott színeiben versenyeztek
- 2007– – nem jutott ki az élvonalbeli világbajnokságra

### Olimpiai játékok
- 1924–1992 – a jugoszláv válogatott színeiben versenyeztek
- 1995–2006 – a Szerbia és Montenegró-i válogatott színeiben versenyeztek
- 2010– – nem jutott ki